# Fugloy (gmina)
Fugloyar kommuna – gmina znajdująca się na archipelagu Wysp Owczych, położonym na Morzu Norweskim duńskim terytorium zależnym. Jest jedną z mniejszych jednostek tego typu na archipelagu. Siedzibą władz gminy jest Hattarvík.
Gmina leży na wyspie Fugloy, zajmując całą jej powierzchnię, czyli 11 km².
Według danych na 1 stycznia 2014 gminę zamieszkują 42 osoby.

## Historia
W roku 1872 na terenie Norðoyar powstała gmina Norðoyar Prestagjalds kommuna. Kilkadziesiąt lat później, w 1908 roku została podzielona na trzy części. Była wśród nich Viðareiðis, Fugloyar og Svínoyar sókna kommuna. Pięć lat później oddzieliła się Viðareiðis sóknar kommuna i pozostała jedynie Fugloyar og Svínoyar sókna kommuna, która na dwie oddzielne (Fugloyar i Svínoyar) podzielona została ostatecznie w 1932.

## Populacja
Obecnie liczba ludności gminy Fugloy wynosi 42 osoby. Współczynnik feminizacji wynosi tam 50 (na 14 kobiet przypada 28 mężczyzn). Społeczeństwo jest silnie starzejące się. Nie mieszka tam ani jedno dziecko poniżej 10 roku życia, stosunkowo dużo jest osób po sześćdziesiątym roku życia, a największą grupę stanowią ludzie w wieku od 51 do 60 lat (23% społeczeństwa).
Liczba ludności w gminie Fugloy przekraczała jeszcze w latach 60. XX wieku 100 osób, jednak izolacja sprawiła, że populacja zaczęła topnieć w bardzo szybkim tempie, spadając pod koniec lat 90. XX wieku poniżej 50 mieszkańców. Sytuację pogłębił wtedy kryzys ekonomiczny, który dotknął Wyspy Owcze. Liczba ludności stale się zmniejsza, od kilku lat spadając poniżej 40 osób.

## Polityka
Burmistrzem Fugloyar kommuna jest Amalia í Frammistovu, startująca z listy partii Sambandsflokkurin. W samorządzie gminy, prócz niej znajduje się jeszcze dwóch radnych. W 2012 roku odbyły się wybory samorządowe na Wyspach Owczych, których wyniki w gminie Fugloy prezentowały się następująco:
| Lista | Nazwa partii                    | Głosy | Procent | Mandaty | Mandaty |
| ----- | ------------------------------- | ----- | ------- | ------- | ------- |
| B     | Partia Unii (Sambandsflokkurin) | 20    | 58,82   | 2       | -1      |
| A     | Partia Ludowa (Fólkaflokkurin)  | 14    | 41,18   | 1       | +1      |
|       | Suma                            | 34    | 100     | 3       | 0       |

| Lista A        | Lista A             | Lista A        | Lista B           | Lista B                  | Lista B           |
| Fólkaflokkurin | Fólkaflokkurin      | Fólkaflokkurin | Sambandsflokkurin | Sambandsflokkurin        | Sambandsflokkurin |
| Nr             | Kandydat            | Głosy          | Nr                | Kandydat                 | Głosy             |
| -------------- | ------------------- | -------------- | ----------------- | ------------------------ | ----------------- |
| 1.             | Símun Gullaksen     | 5              | 1.                | Jóannes Christiansen     | 4                 |
| 2.             | Steingrím Fuglø     | 2              | 2.                | Henning Marnar Viðbjørg  | 0                 |
| 3.             | Jógvan Páll Poulsen | 7              | 3.                | Elias Sonni Zachariasen  | 5                 |
|                |                     |                | 4.                | Búgvi Matras Kristiansen | 3                 |
|                |                     |                | 5.                | Amalia í Frammistovu     | 8                 |
|                | Lista               | 0              |                   | Lista                    | 0                 |

Frekwencja wyniosła 94,44% (udział wzięło 34 z 36 uprawnionych do głosowania). Nie oddano głosów nieważnych ani pustych. Pogrubieni zostali obecni członkowie rady Fugloyar kommuna.

## Miejscowości wchodzące w skład gminy Fugloy
| Miejscowość | Liczba mieszkańców (01.01.2014) | Krótki opis | Zdjęcie    |
| ----------- | ------------------------------- | --- | ---------- |
| Kirkja      | 28                              | Nazwa miejscowości oznacza Kościół i wzięła się od kościoła, który miał tam stać w średniowieczu. Według historyków osada miała powstać między rokiem 1350 a 1400. Współczesny kościół w Kirjka powstał w roku 1933. | Kirkja.    |
| Hattarvík   | 14                              | Siedziba władz gminy Fugloy. Założono ją około roku 900, choć pierwsze wzmianki o niej pochodzą ze źródeł czternastowiecznych. W miejscowości znajduje się kościół z 1899 roku oraz stare, kamienne budynki, w których mieli mieszkać założyciele jednej z działających w przeszłości na Wyspach Owczych, szajki bandyckiej. | Hattarvík. |